# Popis hrvatskih veleposlanika u Tunisu
Republika Hrvatska i Republika Tunis održavaju diplomatske odnose od 30. siječnja 1993. Sjedište veleposlanstva je u Rabatu.

## Veleposlanici
Hrvatska nema rezidentno veleposlanstvo u Tunisu. 
Veleposlanstvo Republike Hrvatske u Kraljevini Maroku pokriva Republiku Tunis, Republiku Senegal, Burkinu Faso, Gabonsku Republiku, Republiku Kamerun, Islamsku Republiku Mauritaniju, Republiku Cote d'Ivoire.
| Veleposlanik          | Postavljenje        | Opoziv              | Sjedište |
| --------------------- | ------------------- | ------------------- | -------- |
| Vinko Kandžija        | 10. svibnja 1993.   | 18. lipnja 1998.    | Alžir    |
| Božidar Gagro         | 12. svibnja 1998.   | 31. listopada 2000. | Rabat    |
| Dubravko Žirovčić     | 26. srpnja 2002.    | 30. lipnja 2006.    | Rabat    |
| Darko Bekić           | 30. studenoga 2006. | 31. kolovoza 2011.  | Rabat    |
| Zvonimir Frka Petešić | 23. siječnja 2014.  | 31. kolovoza 2017.  | Rabat    |
| Jasna Mileta          | 1. prosinca 2017.   |                     | Rabat    |

## Vanjske poveznice
- Tunis na stranici MVEP-a